# Le Fleuve (album)
Pour les articles homonymes, voir Le Fleuve.
Albums de Gilles Servat
L'Albatros Fou
(1991) A-raok mont kuit
(1994)
Le Fleuve est le treizième album studio de Gilles Servat, paru en 1992 chez Coop Breizh.

## Présentation de l'album
Ce CD est né grâce à l’aide de l’Association pour la Promotion de la Chanson Française. Il est indiqué « Made in Nantes » avec le concours de la ville de Saint-Sébastien-sur-Loire. Il est produit par Luc et Véronique Vidal, des éditions du Petit Véhicule. Le Crédit agricole a contribué à son édition et sa diffusion.
Réalisé par Gilles Servat et orchestré par Michel Devy, il est enregistré et mixé par Éric Chauvière au studio Arpège, Les Sorinières.

## Présentation des chansons
Le texte de L’Autre rive est d’Arthur Rimbaud, Ophélia. On y entend la voix de Michelle Le Poder.

## Titres de l'album
1. Naissance du premier fleuve (Gilles Servat / Michel Devy) - 5:25
2. La Source (Gilles Servat / Michel Devy) - 3:53
3. Le Saumon (Gilles Servat / Michel Devy) - 6:36
4. Le Torrent (Gilles Servat / Michel Devy) - 1:45
5. L’Autre rive (Gilles Servat – Arthur Rimbaud / Michel Devy)  - 8:16
6. Le Fleuve qui unit et sépare (Gilles Servat / Michel Devy) - 9:45
7. Le Confluent (Gilles Servat / Michel Devy) - 7:50
8. Le Grand Fleuve dans la plaine (Gilles Servat / Michel Devy)  - 8:20
9. Le Fleuve Temps (Gilles Servat / Michel Devy) - 4:08
10. La Dernière Ville (Gilles Servat / Michel Devy) - 2:20
11. Le Retour dans l’océan (Gilles Servat / Michel Devy) - 6:36